# Калачакра
Калачакра (санскрит: कालचक्र Kālacakra, тибетски: དུས་ཀྱི་འཁོར་ལོ།, монголски: Цогт Цагийн Хүрдэн, китайски: 時輪) е термин използван в тантрическия Будизъм, който буквално значи „колело на времето“ или „времеви цикли“.
Думата Калачакра е обикновено използвана за да означи множество сложни учения и практики в Тибетския Будизъм. Макар че учението е предназначено изключително за подготвени практикуващи, има и приемственост, която е преподавана в по-широк кръг.

## Калачакра традицията
Калачакра се отнася едновременно за тантрическия Идам (тиб.) на Ваджраяна Будизма така и за философските и медитационни практики, съдържащи се в Калачакра тантра и множеството коментари върху нея. Калачакра Тантра е по-правилно да се нарича Калачакра Лагхутантра и се твърди, че е съкратена форма на оригиналния текст на Калачакра Мулатантра, който не е съхранена. Някои будистки майстори твърдят, че Калачакра е най-напредналата форма на Ваджраяна практика. Тя със сигурност е един от най-сложните системи в рамките на тантрическия Будизъм.
Калачакра традицията борави основно с понятието за времето (кала) и циклите (чакра): от циклите на планетите  до циклите на човешкото дишане. В нея се преподават практики за работа с най-фините енергии в тялото по пътя към Просветлението.
Калачакра идамът представлява Буда-състоянието и по тази причина е израз на всезнание. Тъй като Калачакра е време и всичко е под влияние на времето, Калачакра знае всичко. Неговата духовна съпруга и допълващ аспект Калачакри или Каличакра, знае всичко, което е вечно, необвързано с времето и извън областта на времето. В Яб-юм (обединение), те са временно и в същото време безкрайно, извънвременно свързани, по същия начин, както колелото е без начало или край .
Калачакра се отнася до много различни традиции, например индуиските Шиваизъм, Самкхя, Вишнавизъм, Ведически Индуизъм, традиции на Упанишадите и Пураните, както и Джайнизма. Например Калачакра мандала включва, божествата, които са еднакво приети от индусите, джайнистите и будистите .
Калачакра божеството се намира в центъра на Калачакра мандалата в двореца си, състоящ се от четири мандали една в друга: мандалите на тялото, речта и ума, и в центъра мъдростта и на велико блаженство . Пясъчната Калачакра мандала е посветена едновременно на индивидуалния и на световния мир и физически баланс. Далай Лама обяснява: „Това е начин на засаждане на семена, и семената ще имат кармичен ефект. Човек не е необходимо да присъства на Калачакра церемонията, за да получи нейните предимства.“

## Текста на Калачакра тантра
Калачакра е разделена на пет глави.

### Земна Калачакра
Първите две глави са за „Земната Калачакра“. Първата глава се занимава с това, което се нарича „Външна Калачакра“ или физическия свят и по-специално със системата на изчисляване за Калачакра календара, раждането и смъртта на вселените, нашата слънчева система и работата на елементите.

### Вътрешна Калачакра
Втората глава се занимава с „вътрешната Калачакра“ и се отнася до процесите на човешката бременност и раждане, класифицирането на функциите в рамките на човешкото тяло и опит и ваджра кая; израз на физическото съществуване на човека по отношение на каналите, ветровете, капките и така нататък. Човешкият опит е писан в четирите сътояния на ума: будност, сън, дълбок сън и четвърти етап, който е достъпен само чрез енергиите на сексуалния оргазъм. Потенциалните (капките), които пораждат тези сътояния са описани заедно с процесите, които произтичат от тях.

### Път и плод
Последните три глави описват „другата“ или „алтернативна Калачакра“ и се отнасят до пътя и плода. Третата глава се занимава с подготовката за медитационните практики на системата: посвещенията в Калачакра. В четвърта глава се обяснява самите медитативни практики, както медитацията върху мандалата и нейните божества в пораждащите се фазина практиките, и усъвършенстването или завършването етапа на Шестте Йоги на Калачакра. Петата и последна глава описва състоянието на просветлението, като резултат от практиката.

### Астрология
Фразата „тя е както извън, така е и в рамките на тялото“ често се среща в Калачакра тантра, за да се наблегне на приликите и съответствието между човешките същества и космоса. Tази концепция е в основата на Калачакра астрологията.
В Тибет, Калачакра тантра е основа за съставянето на астрологически календари. Подобно на от западните астрологични системи, тибетската също използва сложни и прецизни астрономически изчисления, за да определи, например, точното местоположение на планетите.

## История и произход
Най-ранно учение в Индия и по-късни учения от кралството Шамбала
Според Калачакра тантра, крал Сучандра (тиб. Дава Сангпо) от кралството Шамбала моли за учение от Буда, което ще му позволи да практикува Дарма без да се отказва от своите земни радости и отговорности.
В отговор на молбата му, Буда преподава корена на първата Калачакра тантра в Дханякатака (Палден Дрепунг на тибетски близо до днешен Амаравати), малък град в Андра Прадеш в Югоизточна Индия по общо мнение се намира едновременно на две места по същото време, когато той е също така произнася Праджняпарамита сутрите на връха на Планината на Лешояда в Бихар. Заедно с крал Сучандра, деветдесет и шест второстепенни царе и емисари от Шамбала се разказва, че също получават ученията. Калачакра по този начин преминава директно към Шамбала, където се провежда изключително в продължение на стотици години. По-късните шамбалски царе, Мандужрикирти и Пундарика съкращават и опростяват ученията в Шри Калачакра" или „Лагутантра“ и основният му коментар на „Вималапраба“, които остават съществуващи и до днес като сърцето на Калачакра литературата. Фрагменти от оригиналната тантра са оцелели, а най-значимият фрагмент „Секодеша“ е коментиран от махасидха Наропа.
Мандушри Кирти (тиб. Ригден Джампел Дагпа) е роден през 159 г. пр.н.е. и управлявал Шамбала, който има 300 510 последователи на религията-живот Млеча (Явана или „западна“), някои от които почитали слънцето. Разказва се, че той изгонва всички еретици от владанията си, но след като по-късни ги изслушва им позволява да се върнат. В тяхна полза и в полза на всички живи същества той обяснява Калачакра ученията. През 59 г. пр.н.е. той абдикира трона на сина си, Пундарика и умира скоро след това влизайки в Самбогакая на Буда.